# Primera División de Uruguay 1913
Liga Uruguaya 1913 var den 13:e säsongen av Uruguays högstaliga i fotboll. Ligan spelades som ett seriespel där samtliga åtta lag mötte varandra vid två tillfällen. Totalt spelades 56 matcher med 121 gjorda mål.
River Plate FC vann sin tredje titel som uruguayanska mästare.

## Deltagande lag
Åtta lag deltog i mästerskapet; sju från Montevideo, och Universal från San José de Mayo.
Reformers flyttades upp från föregående säsong.

### CURCC Peñarol
Central Uruguay Railway Cricket Club (CURCC) fotbollsavdelning bildade en ny klubb som tillät medlemmar som ej arbetade för Central Uruguay Railway. På grund av interna konflikter och av finansiella skäl drog sportföreningen sig ur samarbetet med företaget och bildade CURCC Peñarol. Man spelade under säsongen 1913 med namnet CURCC Peñarol innan man bytte till Club Atlético Peñarol. CURCC fortsatte att existera som sportförening fram till den 22 januari 1915, och fotbollsavdelningen spelade i lägre divisioner fram till upplösningen.

## Poängtabell
| Nr | Lag ( )              | S  | V | O | F | GM | IM | MS  | P  |
| -- | -------------------- | -- | - | - | - | -- | -- | --- | -- |
| 1  | River Plate FC       | 14 | 9 | 4 | 1 | 20 | 9  | +11 | 22 |
| 2  | Nacional             | 14 | 7 | 6 | 1 | 25 | 9  | +16 | 20 |
| 3  | CURCC Peñarol        | 14 | 5 | 4 | 5 | 20 | 16 | +4  | 14 |
| 4  | Central              | 14 | 6 | 2 | 6 | 12 | 14 | −2  | 14 |
| 5  | Montevideo Wanderers | 14 | 6 | 1 | 7 | 13 | 16 | −3  | 13 |
| 6  | Reformers            | 14 | 4 | 2 | 8 | 8  | 20 | −12 | 10 |
| 7  | Universal            | 14 | 3 | 4 | 7 | 10 | 17 | −7  | 10 |
| 8  | Bristol              | 14 | 2 | 5 | 7 | 13 | 20 | −7  | 9  |